# Nomada subgracilis
Nomada subgracilis är en biart som beskrevs av Cockerell 1903. Nomada subgracilis ingår i släktet gökbin, och familjen långtungebin. Inga underarter finns listade i Catalogue of Life.